# Preukartjärnarna
Preukartjärnarna är varandra näraliggande sjöar i Piteå kommun i Norrbotten som ingår i Lillpiteälvens huvudavrinningsområde. Två av dem är:
- Södra Preukartjärnen, sjö i Piteå kommun, 65°31′44″N 20°45′03″Ö / 65.529°N 20.7507°Ö (4,71 ha)
- Stor-Preukartjärnen, sjö i Piteå kommun, 65°31′50″N 20°45′21″Ö / 65.5306°N 20.7557°Ö (12,4 ha)